# Babbel
Babbel és una aplicació alemanya d'aprenentatge d'idiomes per Internet basada en subscripció. Està disponible en diversos idiomes des del gener de 2008 i, en 2021 ofereix catorze idiomes per aprendre: alemany, anglès, castellà, danès, francès, holandès, indonesi, italià, noruec, polonès, portuguès, rus, suec i turc.

## Història
La paraula babbel és l'imperatiu de la paraula alemanya babbeln (conversa), paraula que pot estar inspirada en la torre bíblica de Babel.
Babbel és part de Lesson Nine GmbH i té la seu al barri de Mitte, a Berlín, Alemanya. En 2021 tenia uns 450 treballadors a temps complet i autònoms.
L'empresa va ser fundada l'agost de 2007 per Markus Witte i Thomas Holl. L'aplicació mòbil combina la tecnologia amb metodologia, en construir l'aprenentatge d'idiomes sobre el que els usuaris ja saben en la seua llengua materna. El 2016, la revista nord-americana Fast Company Magazine nominà Babbel com una de les empreses més innovadores del món en la categoria d'ensenyament. A més, els cursos estan basats en el Marc Europeu Comú de Referència per a les Llengües (MERCL).

## Funcionament
El públic al qual es dirigeix l'app és general, i a nivell usuari, ja que és una alternativa a l'aprenentatge tradicional i reglat dels idiomes. L'app permet elegir el rang d'edat en què es troba l'usuari i el nivell de domini de l'idioma, així com paquets d'anglès específic per a diferents àmbits. Tot açò només és possible si l'usuari es registra en l'aplicació; ho pot fer via Google+, Facebook i correu electrònic. Conté diferents paquets de lliçons: per a principiants (6 cursos, amb un total de 113 lliçons); cursos intermedis (6 cursos, amb un total de 100 lliçons); paquets de gramàtica (quatre, amb un total de 70 lliçons); paquets d'anglès per al treball, i divisió per àmbits de treball (15, amb un total de 127 lliçons); paquets de comprensió i expressió orals (5 paquets, amb un total de 48 lliçons); paquets de comprensió i expressió escrites (2 paquets, amb un total de 17 lliçons); paquet de gent i cultura (8 paquets, amb un total de 64 lliçons); cursos especials (4 cursos, amb un total de 39 lliçons); paquets de paraules i frases, agrupats per àmbits (31 paquets, amb un total de 458 lliçons).
L'app sobrepassa els deu milions de descàrregues des de Google Play Store. Els usuaris que l'han puntuada (577.019), la valoren amb 4,5 punts sobre 5 de mitjana.